# Alois Beck
Alois Beck (* 27. September 1962 in Triesenberg) ist ein Liechtensteinischer Politiker (FBP). Er war von 1993 bis 2009 sowie erneut von 2013 bis 2017 Abgeordneter im Landtag des Fürstentums Liechtenstein.

## Biografie
Beck besuchte von 1974 bis 1978 die Realschule und von 1978 bis 1983 das Liechtensteinische Gymnasium in Vaduz. Im Anschluss absolvierte er von 1983 bis 1989 ein Studium der Wirtschaftswissenschaften an der Hochschule St. Gallen, welches er mit dem Titel "lic. oec. HSG" abschloss. Es folgten von 1997 bis 1999 Kurse an der Swiss Banking School sowie im Jahr 2007 ein Advanced Executive Programm am Swiss Finance Institute in Zürich.
Seit 1990 ist er bei der VP Bank in Vaduz tätig, seit 2001 in der Position des Vizedirektors. Des Weiteren bekleidete er von 2011 bis 2013 die Position des Geschäftsführers der Vereinigung liechtensteinischer gemeinnütziger Stiftungen e.V. (VLGS).
Beck wurde 1993 für die Fortschrittliche Bürgerpartei erstmals in den Landtag des Fürstentums Liechtenstein gewählt. Bei den folgenden Wahlen konnte er sein Mandat verteidigen. Seit 2003 war er Mitglied in der Aussenpolitischen Kommission. Bei der Landtagswahl 2009 trat er nicht mehr an, kandidierte jedoch 2013 erneut.
Beck ging am 13. Juli 1996 die Ehe mit Anne Quaderer (* 23. August 1964) ein und wurde in den Folgejahren Vater von zwei Kindern.